# Placynthium filiforme
Placynthium filiforme är en lavart som först beskrevs av Garov., och fick sitt nu gällande namn av M. Choisy. Placynthium filiforme ingår i släktet Placynthium och familjen Placynthiaceae.   Inga underarter finns listade i Catalogue of Life.